# Psychosaura macrorhyncha
Psychosaura macrorhyncha — вид сцинкоподібних ящірок родини сцинкових (Scincidae). Ендемік Бразилії.

## Поширення і екологія
Psychosaura macrorhyncha поширені на сході Бразилії. Вони живуть у вологих атлантичних лісах та в чагарниках рестінги, серед заростей бромелій. Живородні.